# اجاره خط عمده‌فروشی
اجاره خط عمده‌فروشی خدماتی است که یک شرکت مخابراتی با آن کلیه ارتباط‌های برقرار شده بین مشترک خط تلفن را کنترل و بر اساس آن آبونمان صادر می‌کند.
با استفاده از خدمات اجاره خط عمده‌فروشی، یک شرکت مخابراتی معمولی، یک محصول عمده عرضه شده را (معمولاً به همراه یک محصول تلفنی عمده مانند انتخاب اولیه حامل) از متصدی می‌خرد و آبونمان جداگانه‌ای برای بهره‌برداری و استفاده از خط مخابراتی صادر کند.
اگر خط اشتراک دیجیتال توسط شرکت‌های متصدی خریداری شود، خدمات پهن‌باند نیز می‌توانند (در یک آبونمان مشترک) توسط رساننده‌های اجاره خط عمده‌فروشی عرضه شوند. البته این امکان، اختیاری است.